# Клагенфуртський собор
Клагенфуртський собор або Собор святих Петра і Павла (нім. Klagenfurter Dom) — католицька церква, розташована в місті Клагенфурт-ам-Вертерзе, Австрія. Церква святих Петра і Павла є кафедральним собором єпархії Гурка і одним із найдавніших зразків протестантської архітектури Австрії.

## Історія
Церква святих Петра і Павла була побудована в 1578 році. Спочатку її назвали на честь  Святої Трійці, вона була протестантською. У XVI столітті протестантизм у Каринтії був широко поширений, й саме церква Святої Трійці була релігійним центром протестантського Клагенфурта.
У 1600 році в Австрії розпочалася Контрреформація, і жителі Клагенфурта мирно перейшли в католицизм. У 1604 році церкву Святої Трійці було передано Католицькій церкві, і вона була освячена на честь апостолів Петра і Павла. В цей же час храм був переданий у відання єзуїтам, які прибудували до храму кілька каплиць з північного та південного боків церкви і прикрасили ліпниною. У 1665 році в церкві був побудований новий вівтар і каплиця святого Франциска Ксав'єра в південній частині храму — родинна усипальниця Орсіні-Розенбергів.
У 1773 році єзуїти залишили Клагенфурт, і церква святих Петра і Павла втратила своє значення; проте в 1787 році кафедра єпархії Гурка була перенесена з Гурка в Клагенфурт, і Собор святих Петра і Павла набула статусу кафедрального собору єпархії Гурка.
За часів протестантського Клагенфурта церква перебувала всередині лікарні, яка була з'єднана з собором через внутрішній двір з аркадою. Єзуїти розширили лікарню і використовували її приміщення в якості навчального закладу. Після того, як єзуїти покинули місто, ця будівля використовувалася як казарма.
Під час Другої світової війни частина колишньої лікарні зазнала значних пошкоджень і довгий час не відновлювалася, а у 1964 році була остаточно зруйнована. Після демонтажу перед церквою з'явилася площа і відкрився фасад собору, який потребував перепланування та перебудови. За результами проведеного конкурсу, архітектор Евальд Капланер в 1973 році остаточно облаштував сучасний фасад церкви.